# آلدو بائز
آلدو بائز (انگلیسی: Aldo Baéz؛ زادهٔ ۵ سپتامبر ۱۹۸۸) بازیکن فوتبال اهل آرژانتین است.
از باشگاه‌هایی که در آن بازی کرده‌است می‌توان به باشگاه فوتبال اسپارتاک ترناوا، باشگاه ورزشی آ اس ترنچین، و باشگاه فوتبال اسلاویا پراگ اشاره کرد.